# Debbie Mucarsel-Powell
Pour les articles homonymes, voir Powell.
Debbie Mucarsel-Powell, née le 18 janvier 1971 à Guayaquil (Équateur), est une femme politique américaine d'origine équatorienne. Membre du Parti démocrate, elle est élue de Floride à la Chambre des représentants des États-Unis de 2019 à 2021.

## Biographie

### Jeunesse et carrière professionnelle
Debbie Mucarsel-Powell est originaire de l'Équateur, où elle grandit. Après le meurtre de son père Guido, elle rejoint les États-Unis alors qu'elle à 14 ans, avec sa mère Himelda et ses trois sœurs. Sa famille s'installe alors dans le sud de la Californie. Elle commence à travailler l'année suivante. Elle étudie au Pitzer College (en), où elle obtient un baccalauréat universitaire en 1992, puis à la Claremont Graduate University (en), dont elle sort diplômée d'un master en 1996.
Après ses études, elle travaille au sein d'associations. De 2003 à 2011, elle travaille pour l'université internationale de Floride, dont elle devient vice-doyenne.

### Carrière politique
En 2016, elle candidate au Sénat de Floride dans le 39e district face à la républicaine Anitere Flores. Elle est recrutée peu avant la date limite pour se présenter, face au changement de circonscription du principal candidat démocrate. Elle est battue, ne rassemblant que 46 % des suffrages dans un district hispanique légèrement favorable aux démocrates (comprenant une partie du comté de Miami-Dade et le comté de Monroe).
En 2017, elle annonce sa candidature à la Chambre des représentants des États-Unis, après le vote du républicain Carlos Curbelo en faveur de l'abrogation de l'Obamacare Elle remporte la primaire démocrate avec environ 64 % des voix face à Demetries Grimes. Elle se présente dans le 26e district de Floride, une circonscription qui s'étend de Miami à Key West et qui a donné 16 points d'avance à Hillary Clinton et 12 points d'avance à Curbelo en 2016. La santé devient le thème central de sa campagne. Elle est devancée par Curbelo durant l'été, mais réussit à se faire connaître par le biais de publicités bilingues diffusées avant les élections, dans une circonscription à 70 % hispanique. À quelques semaines de l'élection, le duel est considéré comme particulièrement serré,. Profitant par la « vague bleue » nationale, elle remporte les élections de justesse, rassemblant 50,9 % des voix contre 49,1 % pour le sortant.

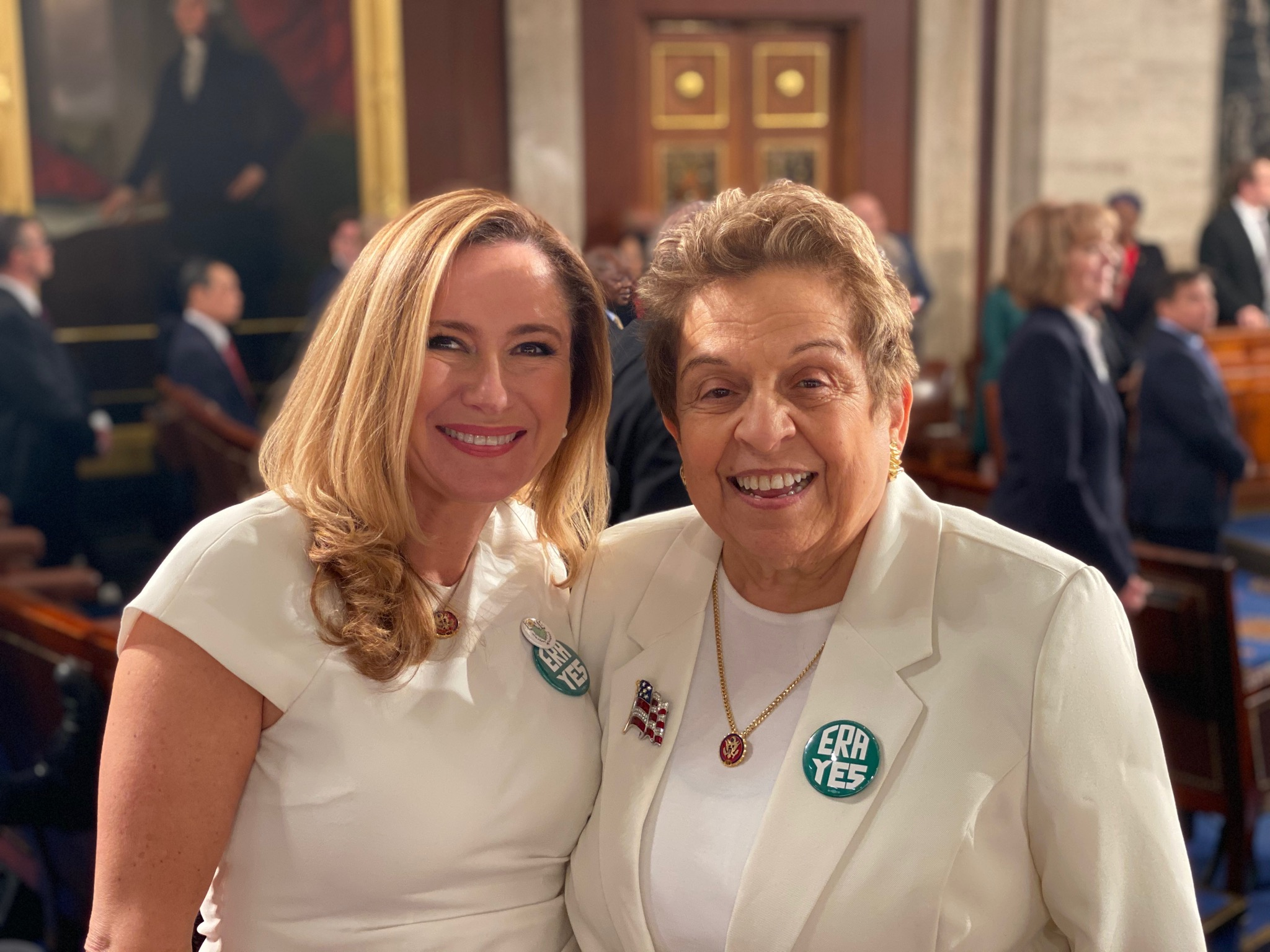
Debbie Mucarsel-Powell et sa collègue Donna Shalala lors du discours sur l'état de l'Union de 2020.

Membre de la commission sur la justice de la Chambre des représentants, elle s'investit particulièrement aux questions liées au contrôle des armes à feu et à l'immigration. Elle est membre du Congressional Progressive Caucus.
Debbie Mucarsel-Powell est candidate à un deuxième mandat à l'occasion des élections de 2020. Elle affronte le maire républicain du comté de Miami-Dade, Carlos Giménez. L'élection est considérée comme la plus serrée de Floride et les attaques entre candidats deviennent personnelles, Mucarsel-Powell accusant les fils de Giménez de s'être enrichis durant le mandat de leur père et les républicains critiquant les mauvaises fréquentations du mari de la représentante démocrate dans le monde des affaires. Le soir de l'élection, Debbie Mucarsel-Powell est finalement battu par Giménez, qui rassemble environ 52 % des voix. Le même jour, son district est remporté par Donald Trump qui devance Joe Biden de 6 points, notamment grâce à la mobilisation de l'électorat cubain en faveur des républicains.
En août 2023, elle annonce sa candidature à l'élection sénatoriale de 2024 en Floride. Notamment soutenue par Joe Biden, elle remporte la primaire démocrate avec 68,5% des voix en août 2024. Elle perd toutefois lourdement l'élection générale contre le sénateur républicain sortant Rick Scott.